# World in Conflict
World in Conflict (также известна как WiC или WIC) — компьютерная игра в жанре стратегии в реальном времени, разработанная студией Massive Entertainment и выпущенная компанией Sierra Entertainment для Windows. Игра вышла в свет в сентябре 2007 года.
10 марта 2009 года создатели игры выпустили дополнение World in Conflict: Soviet Assault, где игроку была дана возможность сыграть в одиночной кампании за СССР.
Действие игры происходит в 1989 году в альтернативной реальности. Экономические трудности, испытываемые Советским Союзом, стали угрожать его целостности, в результате чего СССР начинает военные действия против ряда капиталистических стран. Началась Третья мировая война.

## Обзор
Игрок в «World in Conflict» не занимается созданием базы или сбором ресурсов. Вместо этого игроку выдаётся определённое количество очков подкрепления для приобретения солдат и боевой техники. После уничтожения одной боевой единицы врагом, очки, на которые она была приобретена, постепенно возвращаются игроку, позволяя приобрести новый юнит. Этот стиль игры очень напоминает «Ground Control», другую стратегию в реальном времени от Massive Entertainment. «World in Conflict» даже называют духовной наследницей «Ground Control».

### Фракции
В оригинальной игре присутствуют три основные фракции: США, СССР и НАТО. В многопользовательском режиме можно играть только за две стороны (но при этом в Европейских картах США заменяется на НАТО). В одиночной кампании повествование ведётся исключительно от лица военных США и НАТО; повествование от лица советской стороны появляется в дополнении Soviet Assault.

### Роли
В игре игрок выбирает одну из четырёх ролей, каждая из которых имеет свои эксклюзивные типы войск:
- пехота (англ. Infantry) — игрок имеет доступ к специализированным отрядам пехоты и лёгким видам транспорта;
- бронетехника (англ. Armor) — лёгкие, средние и тяжелые типы танков, а также бронетранспортёры и амфибии;
- воздух (англ. Air) — вертолёты для различных типов заданий: разведывательные, транспортные, средние штурмовые и тяжелые штурмовые;
- поддержка (англ. Support) — у игрока есть доступ к ремонтному танку, лёгкому транспорту (который тоже может ремонтировать другую технику, но не себя, в отличие от ремонтного танка), ЗСУ (зенитная самоходная установка) и ЗРК (зенитно-ракетный комплекс), может пользоваться средней и тяжёлой артиллерией, а также имеет доступ к услугам инженера.

При выбранной роли войска других классов будут либо недоступны, либо доступны с повышенной стоимостью.

### Войска
Боевые единицы в игре имеют различные спец-особенности. Например, пехота может воспользоваться гранатомётной атакой, средние танки используют осколочные снаряды (зажигательные, белый фосфор), тяжелые танки оснащены противотанковыми снарядами (кумулятивные и пластидные снаряды), средние вертолёты — ЗУРами, тяжелые вертолёты — ПТУРами, средняя артиллерия — фосфорными (зажигательными) снарядами, тяжёлая артиллерия — дымовыми снарядами. Большинство войск также может обороняться: пехота может бежать спринтом, танки — выпускать дымовую завесу, а вертолёты — выбрасывать тепловые ловушки для отвода вражеских ракет. Войска трёх сторон не слишком отличаются друг от друга; вооружение некоторых единиц одного типа может различаться, но в остальном — различия лишь во внешнем виде.
Особенностью игры является то, что у всех типов войск имеются реальные прототипы. Однако некоторые образцы «подогнали» для баланса — большая часть советской техники потеряла возможность плавать, Ми-24 потерял возможность перевозить пехоту, а «Рысь» её внезапно приобрёл.

## Сюжет
Игрок принимает роль «немого протагониста» — лейтенанта армии США Паркера. В начале игры (отсчёт ведётся с 1989 года) он находится в городе Сиэтле. По мере продвижения сюжета Паркер получает звание капитана.
Игрок управляет Паркером на нескольких театрах военных действий, включая Марсель, за который борются войска СССР, западное побережье США и Мурманск. Вместе с Паркером сражаются капитан Марк Бэннон и капитан (позже майор) Джеймс Уэбб. Трое этих офицеров находятся под командованием полковника Джереми Сойера.
Ноябрь 1989 года. В гавани Сиэтла появились корабли без опознавательных знаков. Неожиданно из кораблей появляются советские войска, которые начинают вторжение на Сиэтл. Армия США не может противостоять силам Советской армии и отступает — среди них полковник Сойер, капитан Бэннон, капитан Уэбб и лейтенант Паркер. Войскам США удаётся реорганизоваться и успешно держать оборону форта Теллер, в котором находится проект «Звёздные войны». Хотя проект — лишь фикция, Союзу это неизвестно, иначе бы началась полномасштабная ядерная война. Оборона устояла, но войскам США необходимо предпринять более решительные действия, так как подходят новые многочисленные силы Советов. Принимается решение сбросить тактическую ядерную ракету на город Каскейд-Фолз, где и держится оборона, капитан Бэннон и его отряд остаются, чтобы войска СССР не почуяли неладное.
После взрыва, следуют воспоминания Паркера, про то, как он и Бэннон впервые познакомились с Сойером, воюя против войск СССР в Европе. Советские войска ведут бои за Марсель и громят войска НАТО. Армия США просит помощи у Сойера. Сойер согласился, и опять вернулся в армию. Во время боя во Франции, Бэннон, командуя танковой ротой вместе с местным командиром батальона комендантом Жан-Батистом Сабатье, решает оставить коменданта, тем самым нарушив приказ Сойера, и усилить силы Паркера. Сабатье попадает в засаду и погибает, однако НАТО удаётся разбить советский десант на юге Франции. Бэннон испытывает угрызения совести всю оставшуюся жизнь. Полковник Сойер, в ярости от некомпетентности Бэннона, собирается перевести его в другой батальон, но военное командование отказывает ему, так как опытных офицеров слишком мало.
После этого Паркера и Сойера (и, к неудовольствию последнего, Бэннона) включают в состав ударной группы НАТО, которую направляют на Кольский полуостров, в район Мурманска, отбить у русских сбитый ими же самолёт-разведчик. Бэннон открывает огонь по сдававшимся русским, решив, что они атакуют. Сойер, действуя на основе полученных данных, решает ворваться на военно-морскую базу и обыскать и уничтожить советские подводные лодки. Только после этого группа уходит на союзную территорию, и её американская часть отправляется домой. За это время разведданные, полученные с подлодок, указывают на подготовку нападения на верфи ВМС США, однако отсутствие фактора неожиданности минимизирует урон. В то же время советский спецназ высаживается в гавани Нью-Йорка, берёт несколько чинов в заложники, захватывают установки ракет «Гарпун» и готовится провести химическую атаку на город — требуя от США отозвать войска из Европы. На это отвечают Паркером, рейнджерами и вертолётами.
Поскольку Америке больше ничего не грозит, Паркеру предоставляют отпуск, чтобы увидеться с семьёй в Сиэтле, а Сойер наконец может перевести Бэннона охранять военный склад в Сиэтле, заменяя его инструктором рейнджеров Уэббом. Но разведка США ошиблась, считая угрозу нейтрализованной…
Китай официально вступает в войну на стороне СССР, посылая крупный флот вторжения в Сиэтл. Это ставит США в опасную позицию. Если Китаю удастся высадить войска на территорию США, то советским и китайским силам удастся захватить все западное побережье страны. Это означает что армии США необходимо взять Сиэтл своими небольшими силами, либо президенту придётся уничтожить и врага, и город стратегической ядерной боеголовкой. Последующие несколько дней Паркер, Сойер и Уэбб спешат пробиться через русские войска и вернуть контроль над городом прежде, чем у президента не останется выбора. Напряжение этих дней и ощущение вины за гибель Бэннона сильно расшатывает нервы Сойера. В начале атаки он совершает несколько критических ошибок, которые приходится исправлять Уэббу и Паркеру. Так как у китайцев нет оборудования для водного вторжения, они отступают, видя, что берег потерян.
Хотя это точно не указывается, рассказчиком игры является сам Паркер (голос Алека Болдуина). Несмотря на то, что Сиэтл опять находится в руках американцев, война всё ещё продолжается в Европе и в других частях света. Игра заканчивается утверждением, что Паркера опять вызовут сражаться, указывая на возможное дополнение либо продолжение.

## Игра через интернет
До 15 декабря 2015 года был доступен внутриигровой сервис Massgate, на котором зарегистрировав ключ можно было играть через интернет на публичных или закрытых клановых серверах, а также скачивать официальные карты и обновления для игры. Там же можно было просмотреть свои звания, награды, гостевую книгу и статистику. Кроме того существовал общий рейтинг игроков и клановый рейтинг, которые периодически обновлялись. Можно было создать или присоединиться к клану. Общение между игроками происходило с помощью чата или личных сообщений. В связи с закрытием сервиса Massgate игра по сети доступна лишь по локальной сети, а при попытке зайти на сайт Massgate он перенаправляет на официальный сайт Ubisoft. Однако, в 2016 году усилиями поклонников игры WiC, а конкретно усилиями игроков tenerefis, blahdi и housebee, удалось получить права на поддержку игры игровым сообществом. В данный момент сайт www.massgate.org доступен, на котором объявлено, что игра снова доступна, для её запуска лишь требуется скачать с massgate.net необходимый патч и следовать инструкции, указанной на сайте.

## Отзывы прессы
| Сводный рейтинг    | Сводный рейтинг |
| Агрегатор          | Оценка          |
| ------------------ | --------------- |
| GameRankings       | 89,16 %         |
| Metacritic         | 89/100          |
| Иноязычные издания |                 |
| Издание            | Оценка          |
| Eurogamer          | 9/10            |
| Game Informer      | 9,25/10         |
| GameSpot           | 9,5/10          |
| IGN                | 9,3/10          |
| PC Gamer (UK)      | 88/100          |
| PC Gamer (US)      | 93/100          |
| PC PowerPlay       | 9/10            |
| PC Zone            | 92/100          |
| X-Play             | 4/5             |
| Games for Windows  | 8/10            |

«World in Conflict» была признана лучшей RTS 2007 года редакцией крупнейшего российского игрового портала Absolute Games, обойдя такие игры как «Command & Conquer 3: Tiberium Wars» и «Supreme Commander». По результатам опроса читателей AG игра уступила первое место C&C3. Также WiC получила первое место в номинации «Лучший мультиплеер года» и второе — в «Лучшее коллекционное издание» по мнению редакции AG.

## Чемпионы
Российский клан RKKA занимает 8-е место в общемировом рейтинге по игре World in Conflict.

## Особенности коллекционной версии
В каждой коробке коллекционной версии игры присутствовал кусочек Берлинской стены, подлинность которого подтверждалась прилагаемым сертификатом.